# Оратівська сільська рада
| Оратівська сільська рада — колишній орган місцевого самоврядування у Оратівському районі Вінницької області з адміністративним центром у с. Оратів. Сільській раді були підпорядковані населені пункти: - с. Оратів |

## Склад ради
Рада складалась з 12 депутатів та голови.

## Керівний склад сільської ради
| ПІБ                          | Основні відомості                                                         | Дата обрання | Дата звільнення |
| ---------------------------- | ------------------------------------------------------------------------- | ------------ | --------------- |
| Зброцький Володимир Петрович | Сільський голова, 1953 року народження, освіта, член народної партії      | 26.03.2006   | 31.10.2010      |
| Зброцький Володимир Петрович | Сільський голова, 1953 року народження, освіта вища, член народної партії | 31.10.2010   |                 |

Примітка: таблиця складена за даними джерела